# Gorouol
Gorouol este o comună rurală din departamentul Téra, regiunea Tillabéri, Niger, cu o populație de 48.570 de locuitori (2001).